# Brulhès
Brulhès (en occità Brulhés, en francès Brulhois) és un Parçan o comarca d'Occitània situat a la Gascunya. El cap n'és la vila és La Pluma (o Laplume). El parçan té forma triangular i uocupa uns 350 quilòmetres quadrats de superfície, cooresponents a les terres de l'antic vescomtat de Brulhès una jurisdicció feudal a l'est de l'Agenès.
Segons la proposta del diari Jornalet de divisió territorial d'Occitània, basada en l'obra de Frederic Zégierman Le Guide des pays de France, el Brulhès estaria ubicat a la regió de la Gascunya, subregió de l'Armanyac.
Oficialment, els municipis del Brulhès estan repartits administrativament en tres departaments francesos: 
- Olt i Garona (cantó de Laplume amb les comunes d'Aubiac, Brax, Estillac, Laplume, Marmont-Pachas, Moirax, Roquefort, Sainte-Colombe-en-Bruilhois i Sérignac-sur-Garonne; cantó d'Astaffort amb les comunes de Caudecoste, Cuq, Fals, Layrac, Saint-Nicolas-de-la-Balerme i Saint-Sixte; cantó de Francescas amb les comunes de Lamontjoie, Nomdieu i Saint-Vincent-de-Lamontjoie; cantó de Nérac amb les comunes de Moncaut, Montagnac-sur-Auvignon i Saumont; i la comuna de Montesquieu al cantó de Lavardac),
- Gers (comuna de Pergain-Taillac al cantó de Lectoure)
- Tarn i Garona (comuna de Donzac al cantó d'Auvillar).

Formava part del Vescomtat de Brulhès, que data de finals del segle x.